# Burgfarrnbach

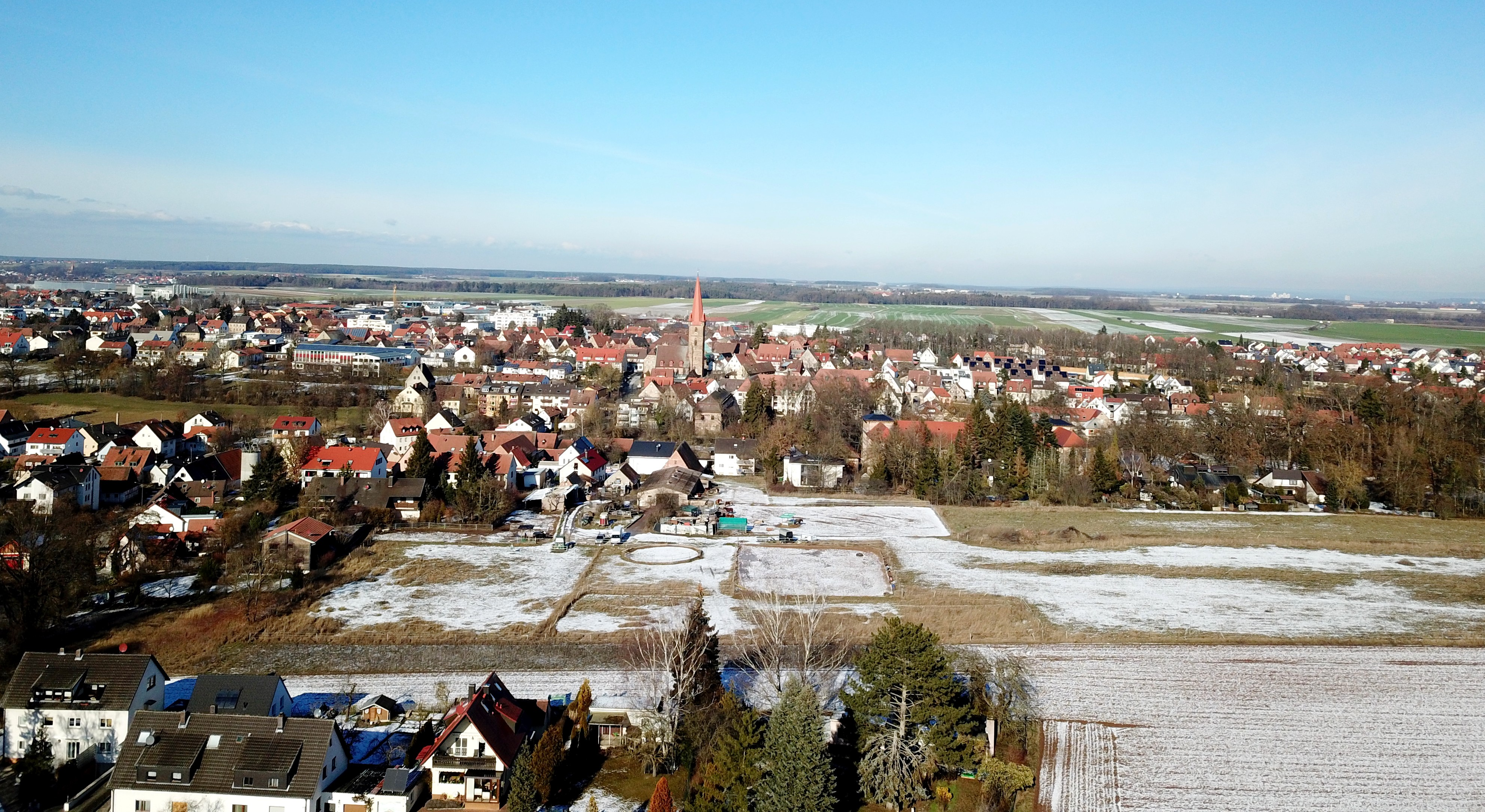
Luftbild von Burgfarrnbach, Blick von Süden (Februar 2019)

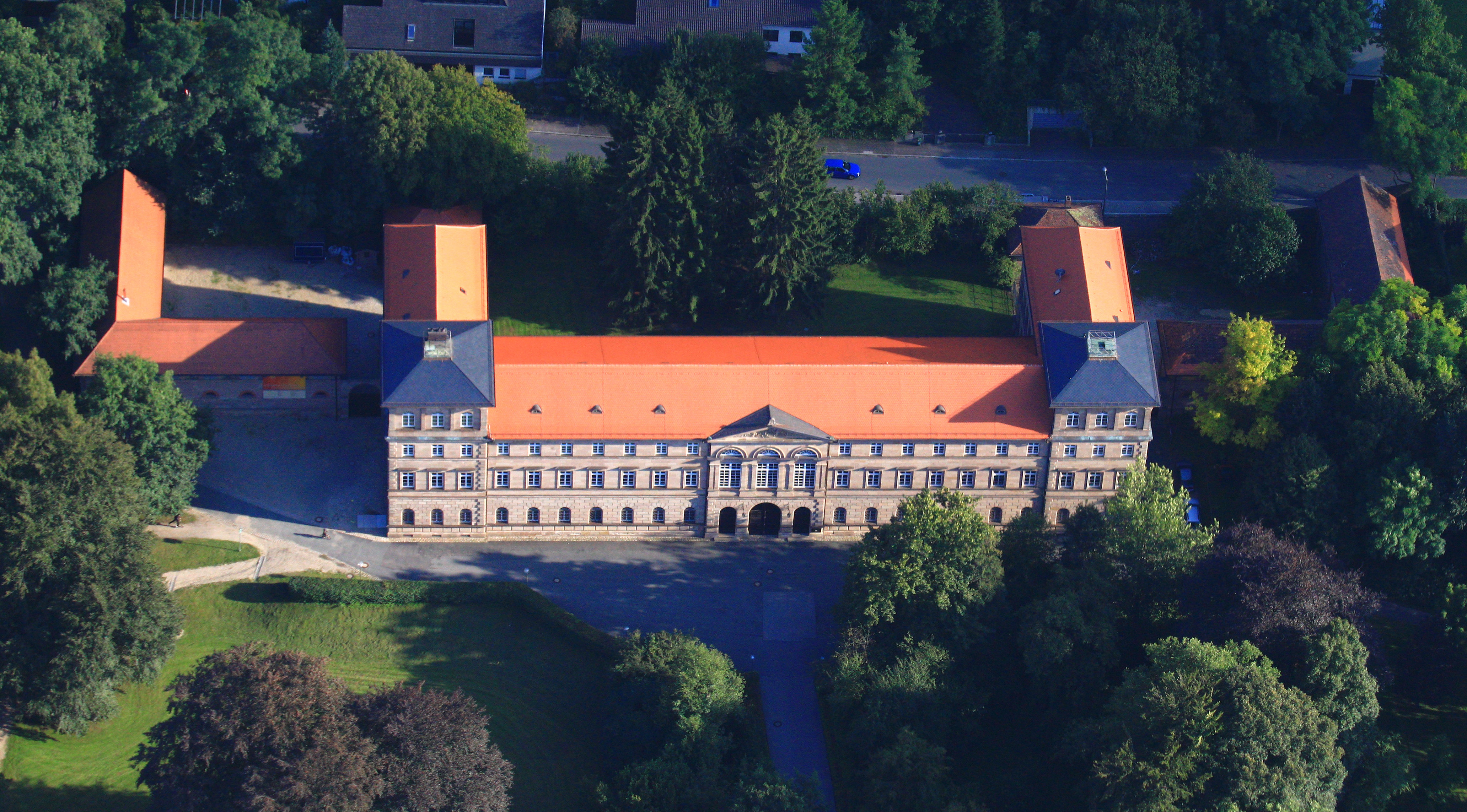
Schloss Burgfarrnbach

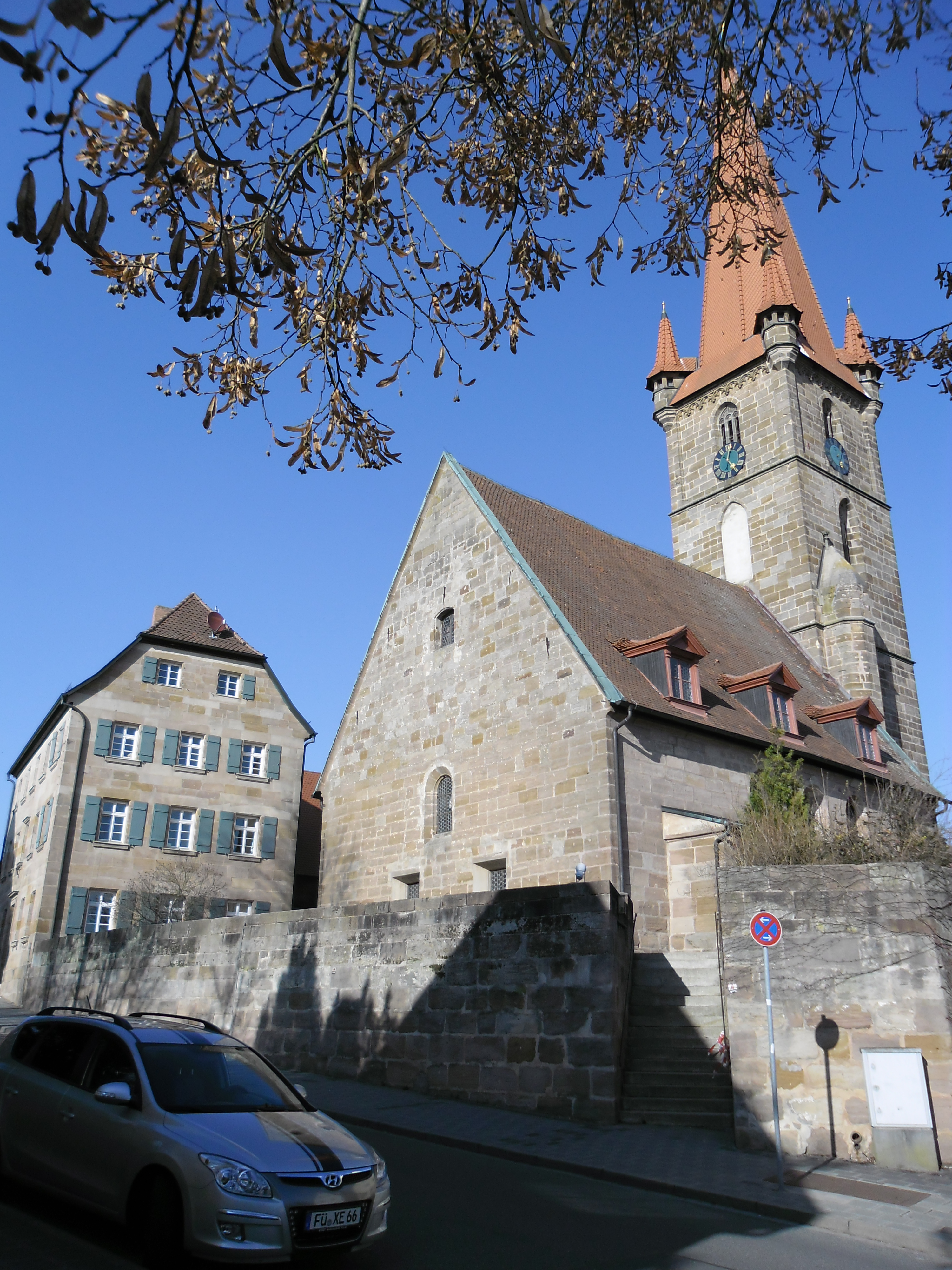
Die Kirche St. Johannis in Fürth-Burgfarrnbach von der Regelsbacher Straße her gesehen

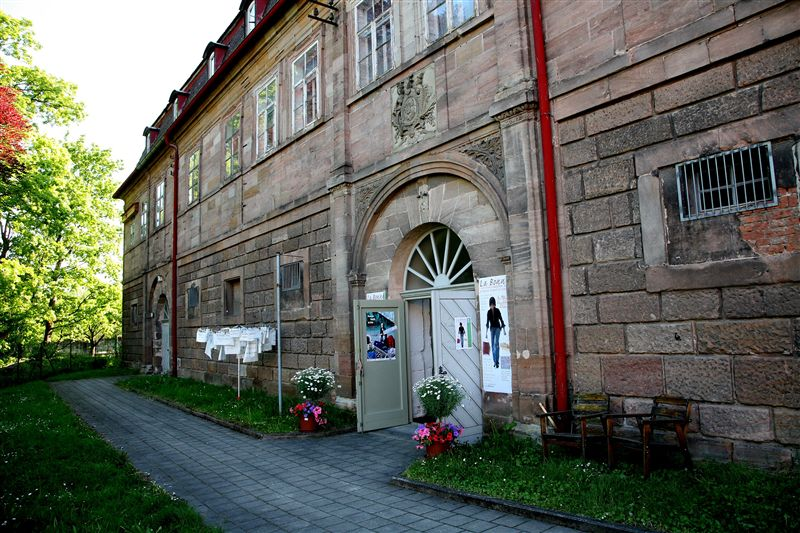
Marstall des Schlosses, Sitz des Museums Frauenkultur Regional–international

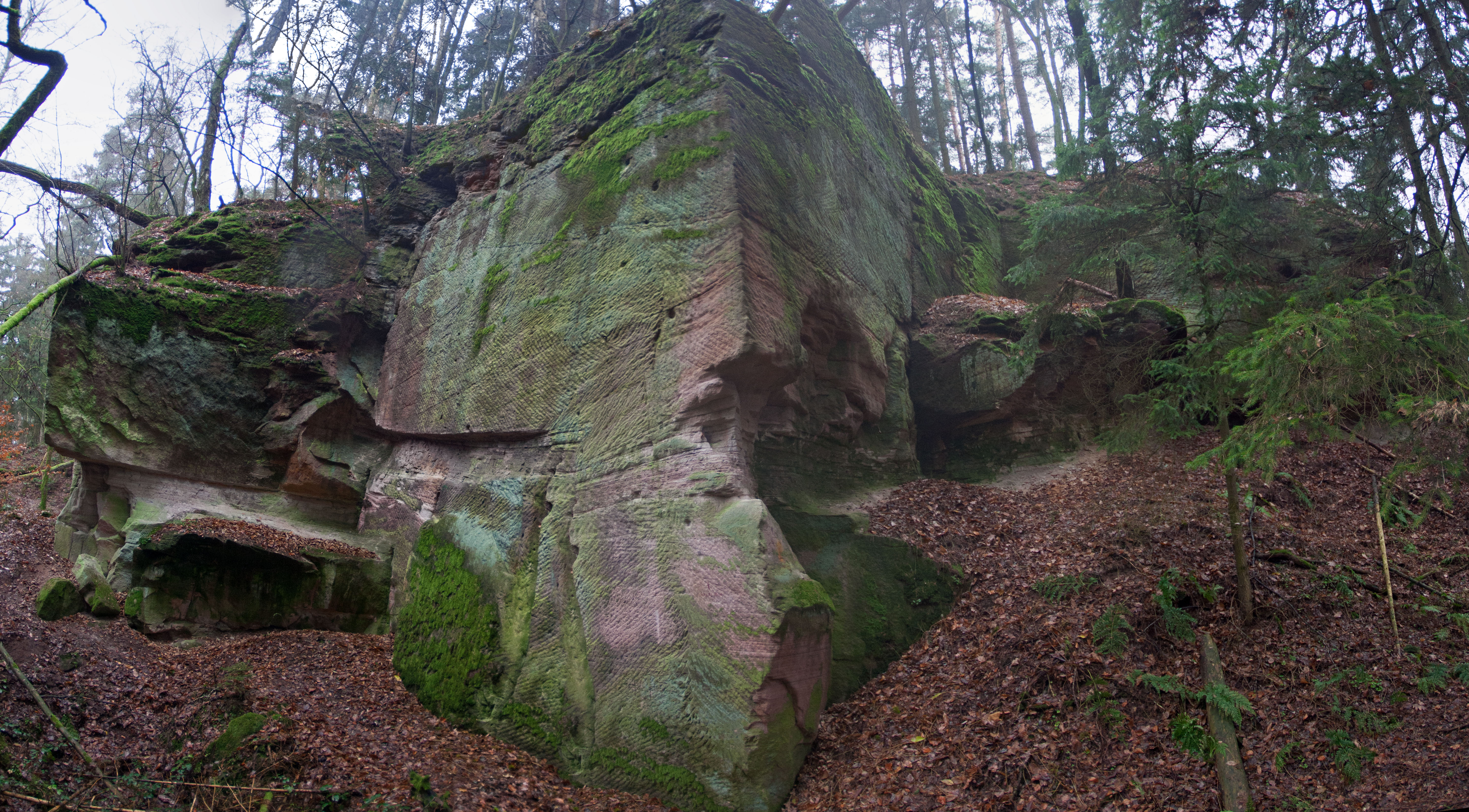
Steinbruch im Stadtwald

Burgfarrnbach (fränkisch: Farnbach) ist ein Gemeindeteil der kreisfreien Stadt Fürth (Mittelfranken, Bayern). Die Gemarkung Burgfarrnbach hat eine Fläche von 8,858 km². Sie ist in 3061 Flurstücke aufgeteilt, die eine durchschnittliche Fläche von 2893,79 m² haben.

## Geographie
Burgfarrnbach wird im Osten durch den Main-Donau-Kanal begrenzt, auch wenn die östliche Grenze bei der Eingemeindung 1923 noch auf Höhe des Mooswegs lag. Die südliche Grenze bildet die Südwesttangente, nach Westen und Nordwesten die Grenze zum Landkreis Fürth. Im Nordosten liegt das ebenfalls zum ehemaligen statistischen Bezirk 09 gehörende Atzenhof. Die gemeinsame Grenze nach Norden bildet die Zenn. Südlich von Burgfarrnbach ist der Fürther Stadtwald mit seinen sehenswerten Steinbrüchen zu finden.
Die Kreisstraße FÜs 2/FÜ 7 verläuft nach Siegelsdorf (4 km nordwestlich) bzw. zu einer Anschlussstelle der Bundesstraße 8 (1 km südöstlich). Eine Gemeindeverbindungsstraße verläuft am Taubenhof vorbei nach Seukendorf zur FÜ 8 (3,4 km westlich). Eine weitere Gemeindeverbindungsstraße verläuft ca. 1 km nordöstlich, bevor sie sich gabelt und nach Ritzmannshof (1 km nördlich) bzw. nach Atzenhof (1,2 km nordöstlich) führt. Eine weitere Gemeindeverbindungsstraße verläuft östlich nach Unterfarrnbach (1,3 km östlich).

## Geschichte
Der Ort war wohl ursprünglich ein Königshof. 903 wurde der Ort in einer Schenkungsurkunde des Königs Ludwig IV. an den Bischof Erchanbald von Eichstätt als „Varenbach“ erwähnt. Zur besseren Unterscheidung von Dürrnfarrnbach, Unterfarrnbach oder Kirchfarrnbach wurde der Ort zunächst „Obern Farhembach“ (1303) genannt, etwas später schließlich „Burchuarnbach“ (1343). Der Ortsname leitet sich vom Gewässernamen ab, dessen Bestimmungswort entweder Farn oder Farren ist und auf eine dementsprechende Eigenheit des Baches verweist.
Es gab am Ort zwei Herrensitze: das Schloss Burgfarrnbach (Unterer Sitz) und den Oberen Sitz (um die heutige Regelsbacher Straße). Die Vogtei über Fürth mit Burg- und Unterfarrnbach lag beim Bamberger Domkapitel. Im 14. und 15. Jahrhundert gehörten beide Sitze den Reichsministerialen von Külsheim. 1422 kam der Obere Sitz an die Volckamer, 1468 der Untere an die Paumgartner, 1478 an die Merkel-Nürnberger, 1514 an Michael Schneider aus Ansbach und anschließend an Hans Behaim. 1493 erhielten die Wolf von Wolfsthal durch Heirat mit einer Volckamer den Oberen Sitz, 1522 erwarben sie auch den Unteren Sitz, wo sie im selben Jahr mit dem Bau eines Wasserschlosses begannen. In der St. Johannis-Kirche sind zahlreiche Grabmale von ihnen erhalten. Die gesamte Ortsherrschaft kam 1605 an die von Crailsheim und 1615 an David Kresser. Ab 1711 hatten die Grafen von Pückler-Limpurg die Grundherrschaft inne, nachdem Karl Franz Pückler von Groditz die Erbin Cordula Freiin von Kresser geheiratet hatte. Die Pückler erbauten 1830–34 das heutige klassizistische Schloss.
Gegen Ende des 18. Jahrhunderts gab es in Burgfarrnbach ca. 113 Anwesen. Das Hochgericht übte die Herrschaft Burgfarrnbach aus. Die Dorf- und Gemeindeherrschaft hatten das bambergische Dompropsteiamt Fürth und die Herrschaft Burgfarrnbach gemeinsam inne. Grundherren waren die Herrschaft Burgfarrnbach (Schloss mit Brauerei und Nebengebäuden, Fronveste, Meierei, 2 Höfe, 6 Halbhöfe, 4 Viertelhöfe, 2 Güter, 2 Gütlein, 45 Häuser, 16 Häuslein, 1 Wirtshaus, 1 Mühle, 1 Badhaus, 1 Hirtenhaus), das Dompropsteiamt Fürth (1 Hof, 8 Halbhöfe, 1 Viertelhof, 7 Gütlein, 5 Häuser), die Reichsstadt Nürnberg: Spitalamt (2 Viertelhöfe), Landesalmosenamt (Kirche, Pfarrhaus, Schulhaus) und der Nürnberger Eigenherr von Pömer (1 Haus).
Im Rahmen des Gemeindeedikts wurde 1808 der Steuerdistrikt und die Ruralgemeinde Burgfarrnbach gebildet. Sie war in Verwaltung und Gerichtsbarkeit dem Landgericht Nürnberg zugeordnet und in der Finanzverwaltung dem Rentamt Fürth (1919 in Finanzamt Fürth umbenannt). In der freiwilligen Gerichtsbarkeit unterstanden 99 Anwesen dem Patrimonialgericht Burgfarrnbach. Ab 1862 gehörte Burgfarrnbach zum Bezirksamt Fürth und zum Landgericht Fürth (1879 in Amtsgericht Fürth umbenannt). Die Gemeinde hatte 1904 eine Gebietsfläche von 8,837 km².
Am 3. Dezember 1923 wurde Burgfarrnbach nach Fürth eingegliedert.

### Baudenkmäler
In Burgfarrnbach gibt es 39 Baudenkmäler:Denkmalliste für Fürth (PDF) beim Bayerischen Landesamt für Denkmalpflege
- Historischer Ortskern
- Hummelstraße 4: Katholische Filialkirche St. Marien
- Oberfarrnbacher Straße 12 / 14: Friedhof
- Regelsbacher Str. 7: Evang.-luth. Pfarrkirche St. Johannes der Täufer. Die ummauerte evangelische Kirche mit imposantem östlichem Chorturm besitzt an der Südseite des Langhauses eine offene dreijochige Vorhalle. Die Vorhalle ist auf 1518 datiert und beherbergt, ähnlich dem Nürnberger Kartäuserkloster eine Ölberg-Skulptur.
- Schloßhof 12: Im stattlichen Schloss Burgfarrnbach, ehemals Standort eines Barockschlosses, sind heute Stadtarchiv und Stadtbibliothek der Stadt Fürth untergebracht. Die Nebengebäude entstammen zum Teil der Barockzeit, das Hauptgebäude wurde 1830–34 in klassizistischem Stil nach Plänen von Leonhard Schmidtner von den Grafen Pückler-Limpurg neu errichtet. Im Marstall des Schlosses befindet sich seit 2006 das Museum Frauenkultur Regional – International.
- Viadukt
- Bahnhof Fürth-Burgfarrnbach: 1961 in Betrieb genommen. Ein kleiner Bahnhof mit typischen Merkmalen der 1950er Jahre.[13]

### Einwohnerentwicklung
| Jahr      | 1818   | 1840   | 1852   | 1855   | 1861   | 1867   | 1871   | 1875   | 1880   | 1885   | 1890   | 1895   | 1900   | 1905   | 1910   | 1919   | 1925   | 1950   | 1961   | 1970   | 1987   |
| Einwohner | 1095   | 1135   | 1188   | 1190   | 1289   | 1379   | 1401   | 1454   | 1555   | 1765   | 1740   | 1720   | 1909   | 2028   | 2100   | 1987   | 2176   | 3629   | 3780   | 4790   | 6273   |
| Häuser    | 86     | 148    |        |        |        |        | 157    |        |        | 188    | 182    |        | 191    |        |        |        | 232    | 309    | 545    |        | 1341   |
| Quelle    | [ 15 ] | [ 16 ] | [ 17 ] | [ 17 ] | [ 18 ] | [ 19 ] | [ 20 ] | [ 21 ] | [ 22 ] | [ 23 ] | [ 24 ] | [ 17 ] | [ 10 ] | [ 17 ] | [ 25 ] | [ 17 ] | [ 26 ] | [ 27 ] | [ 28 ] | [ 29 ] | [ 30 ] |

## Religion
Der Ort ist seit der Reformation evangelisch-lutherisch geprägt und Sitz der Pfarrei St. Johannis. Die Einwohner römisch-katholischer Konfession sind nach St. Marien (Burgfarrnbach) gepfarrt.

## Kultur
Ende Juli findet jedes Jahr eine Kirchweih auf der Hauptstraße statt, die mit Fahrgeschäften und Buden aufwarten kann.
Im Schloss und im Schlosspark findet alljährlich das Bürgerfest des Stadtteils Burgfarrnbach mit vielen verschiedenen Ausstellern und örtlichen Vereinen statt. Im Schlosshof wird dazu extra für das eine Wochenende ein großer Biergarten mit Live-Musik aufgebaut.
Von 2003 bis 2010 fanden im Schlossinnenhof sowie in der Ostremise die ebenfalls vom Bürgerverein Burgfarrnbach organisierten Sommernachtspiele statt.

## Wirtschaft
Burgfarrnbach ist der Firmensitz des Spielwarenherstellers Bruder.

## Verkehr
Der Ort wird über den gleichnamigen S-Bahnhaltepunkt an der Bahnstrecke Fürth–Würzburg erschlossen.
Mit der Buslinie 172 der Infra Fürth werden Burgfarrnbach und Unterfarrnbach über den U-Bahnhof Fürth Klinikum an die Fürther Innenstadt und den Hauptbahnhof angebunden.
Seit dem Bau der Südwesttangente ist der Ort vom Durchgangsverkehr auf der B 8 entlastet worden.
In Burgfarrnbach startet der Fernwanderweg Ansbacher Weg des Fränkischen Albverein. Weitere Fernwanderwege sind der Dr.-Enslin-Weg, der Heinrich-Bauer-Weg und die Magnificat-Route des Fränkischen Marienweg. Ebenso der Rund-Fernwanderweg Bethang rund um NürnBErg, FürtTH und ErlANGen.